# Prostějovičky
Prostějovičky jsou obec v okrese Prostějov v Olomouckém kraji. Žije zde 316 obyvatel.

## Historie
První písemná zmínka o vesnici pochází z roku 1347 (Prostyeiowicze).
V důsledku zmenšení vojenského újezdu Březina bylo k obci 1. ledna 2016 připojeno katastrální území Žleb u Prostějoviček.

## Přírodní poměry
Obcí protéká potok Brodečka.
Na západ od obce se rozprostírají lesy vojenského újezdu Březina.

## Obyvatelstvo

### Struktura
Vývoj počtu obyvatel za celou obec i za jeho jednotlivé části uvádí tabulka níže, ve které se zobrazuje i příslušnost jednotlivých částí k obci či následné odtržení.
| Místní části   | Místní části       | 1869 | 1880 | 1890 | 1900 | 1910 | 1921 | 1930 | 1950 | 1961 | 1970 | 1980 | 1991 | 2001 | 2011 | 2021 |
| -------------- | ------------------ | ---- | ---- | ---- | ---- | ---- | ---- | ---- | ---- | ---- | ---- | ---- | ---- | ---- | ---- | ---- |
| Počet obyvatel | část Prostějovičky | 276  | 300  | 311  | 342  | 357  | 370  | 389  | 337  | 334  | 318  | 281  | 241  | 259  | 277  | 306  |
| Počet domů     | část Prostějovičky | 47   | 57   | 61   | 61   | 65   | 70   | 85   | 114  | 84   | 80   | 74   | 90   | 99   | 102  | 113  |

## Obecní správa

### Obecní symboly
Znak a vlajka byly obci uděleny rozhodnutím předsedy Poslanecké sněmovny Parlamentu České republiky dne 5. října 2004.

## Pamětihodnosti
- Boží muka
- Kříž Nad rybníčky

## Osobnosti
- František Hruban (1852–1930), soudce a politik, zemský poslanec

## Galerie

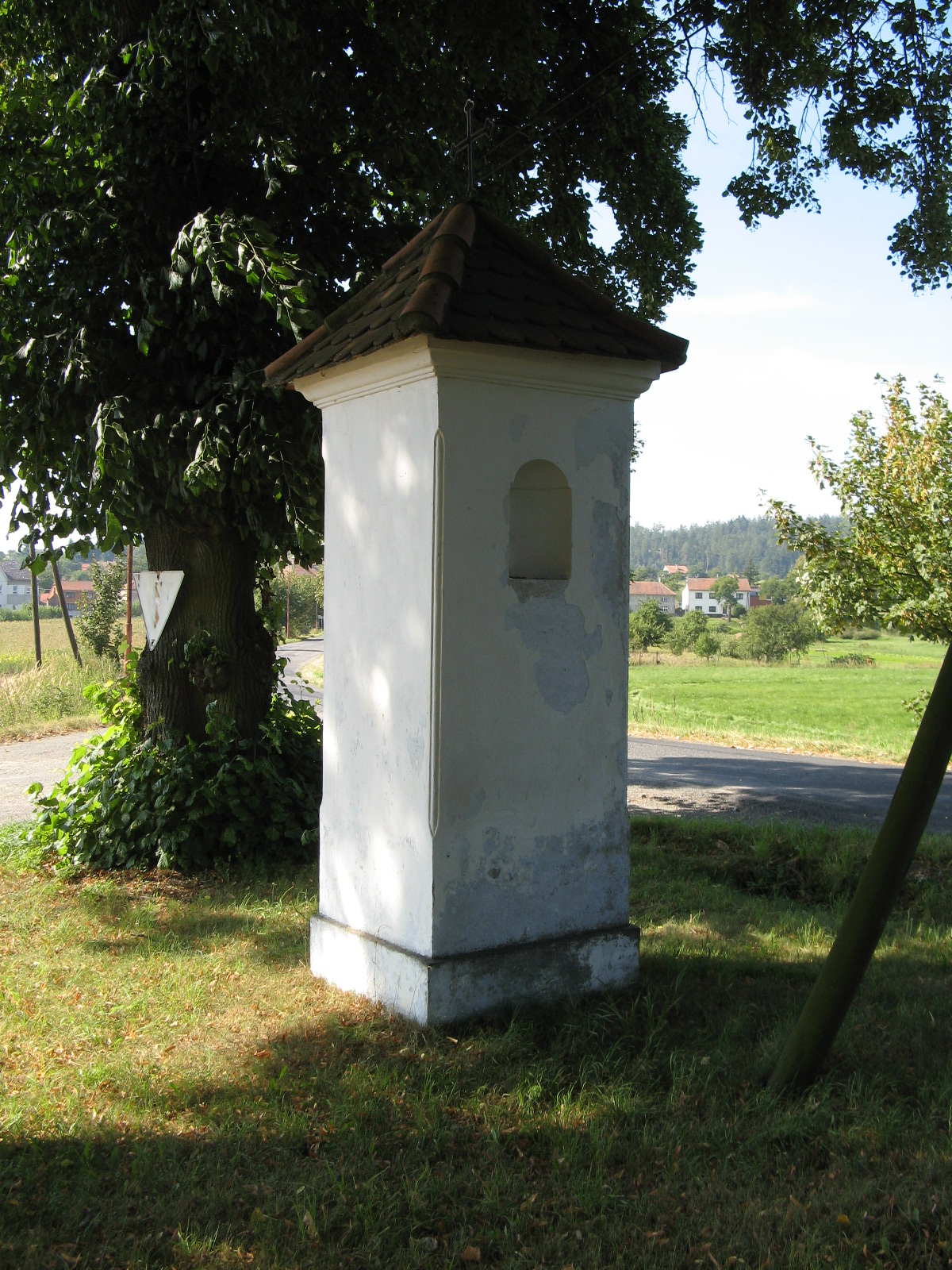
Boží muka
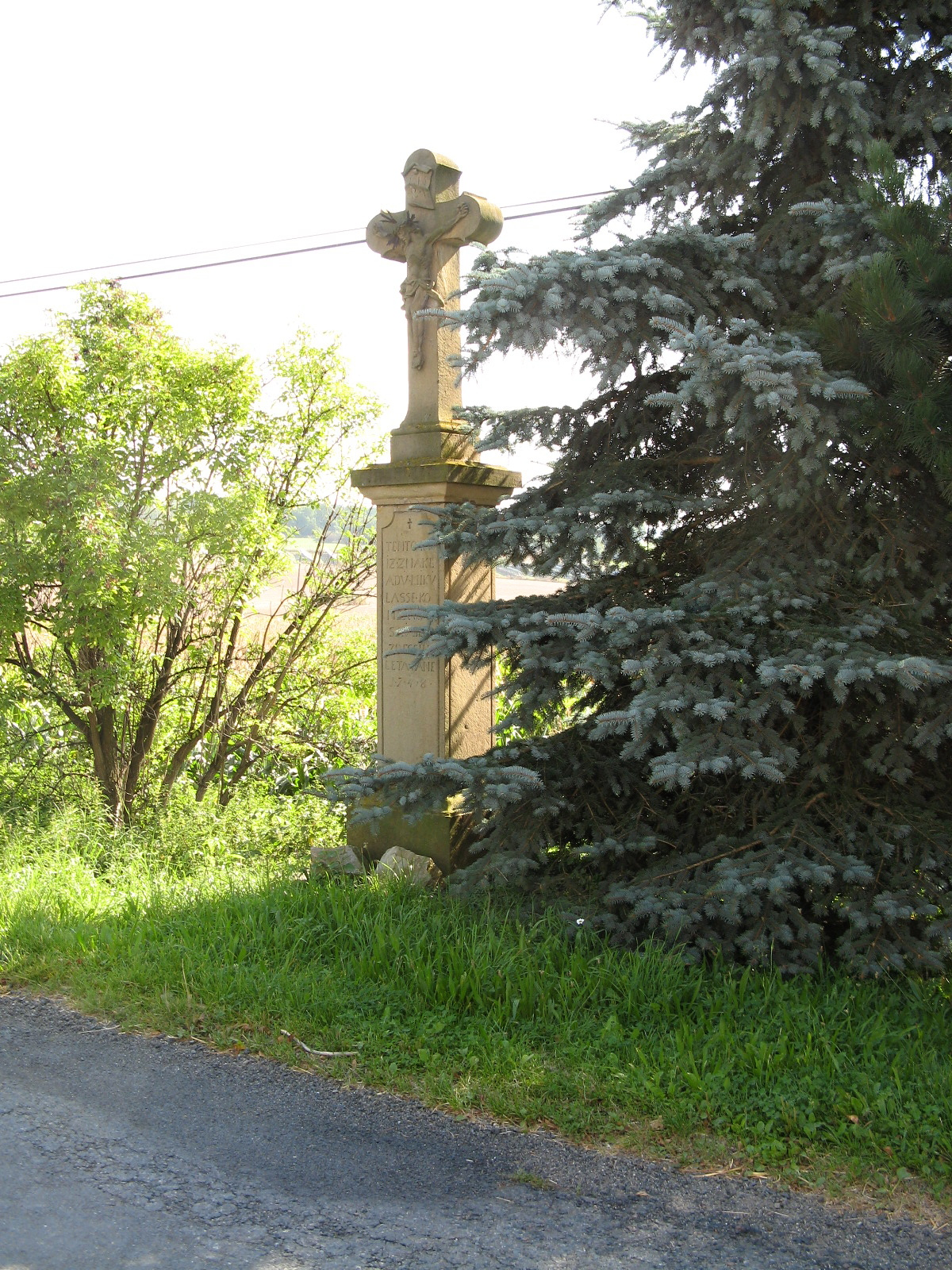
Kříž
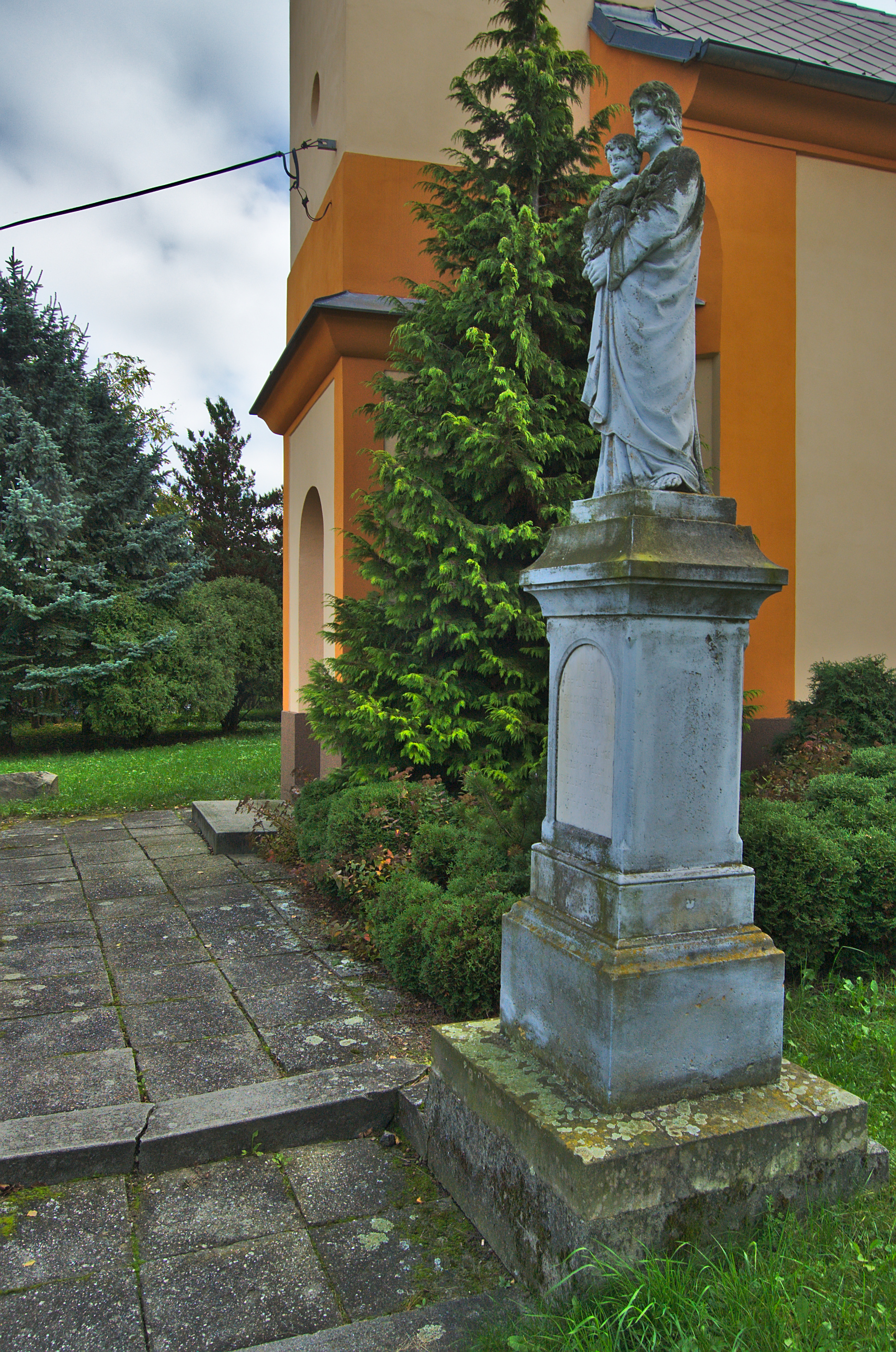
Socha před kaplí
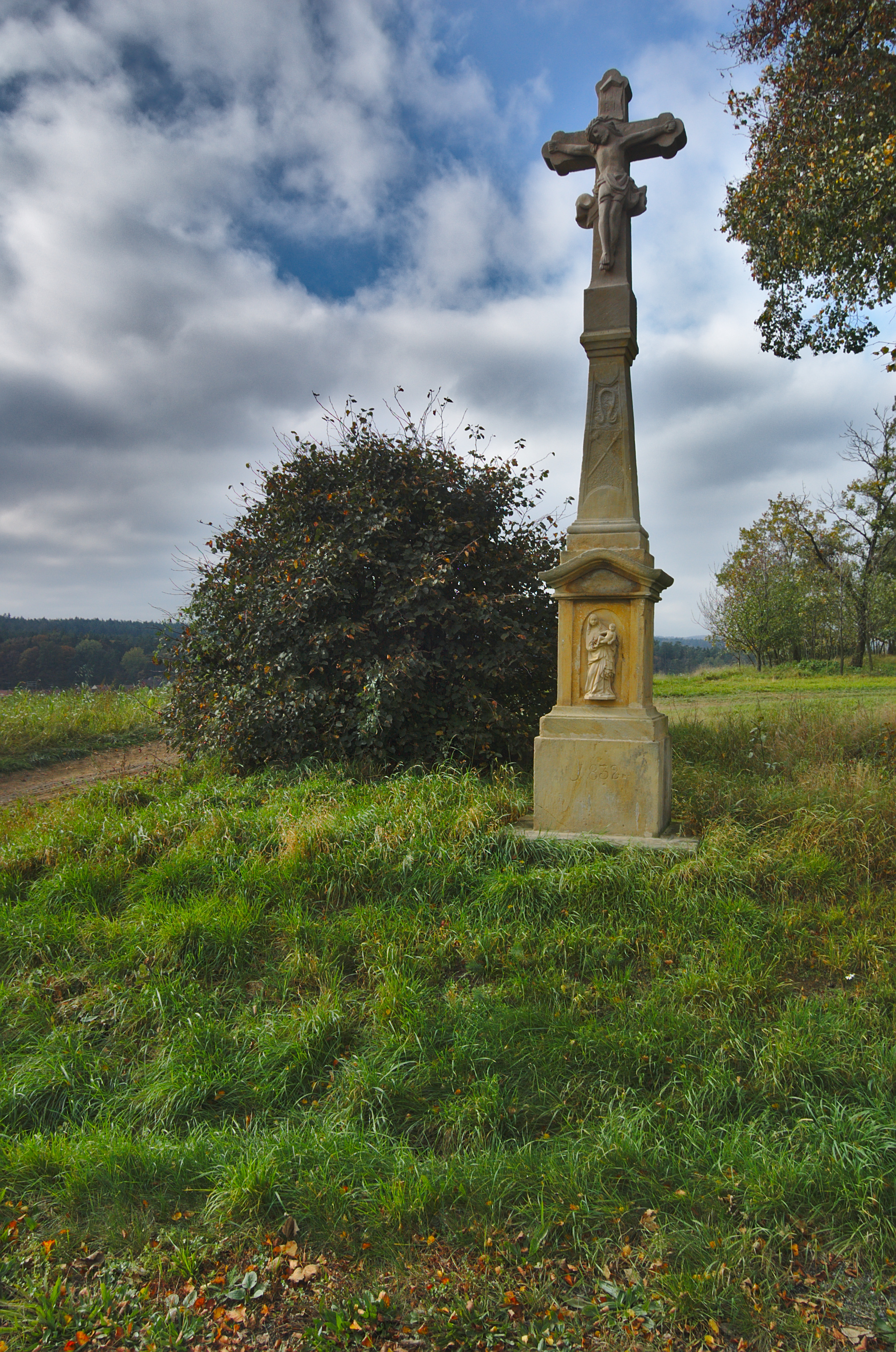
Kříž u silnice na Krumsín
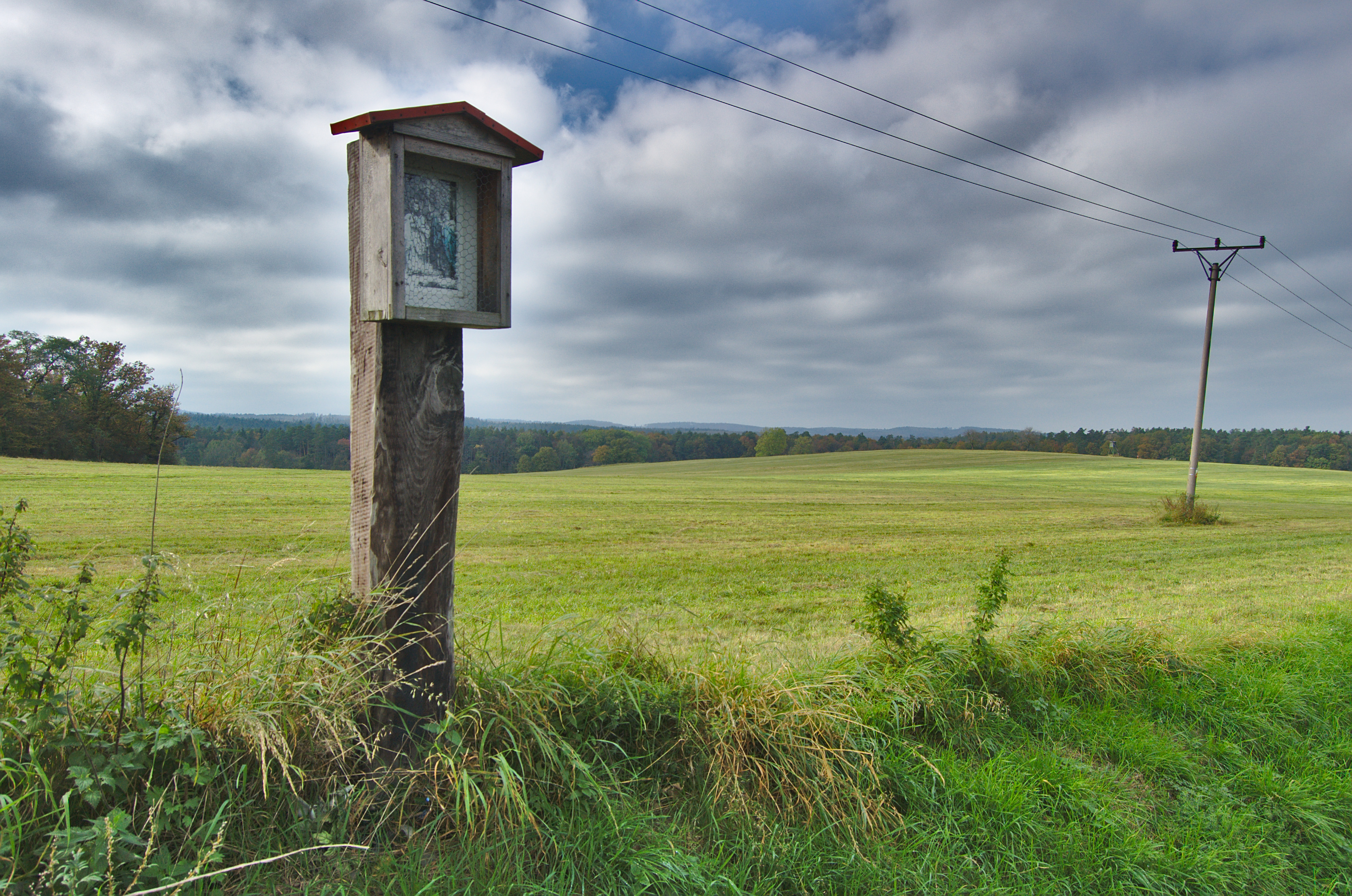
Boží muka u silnice na Krumsín
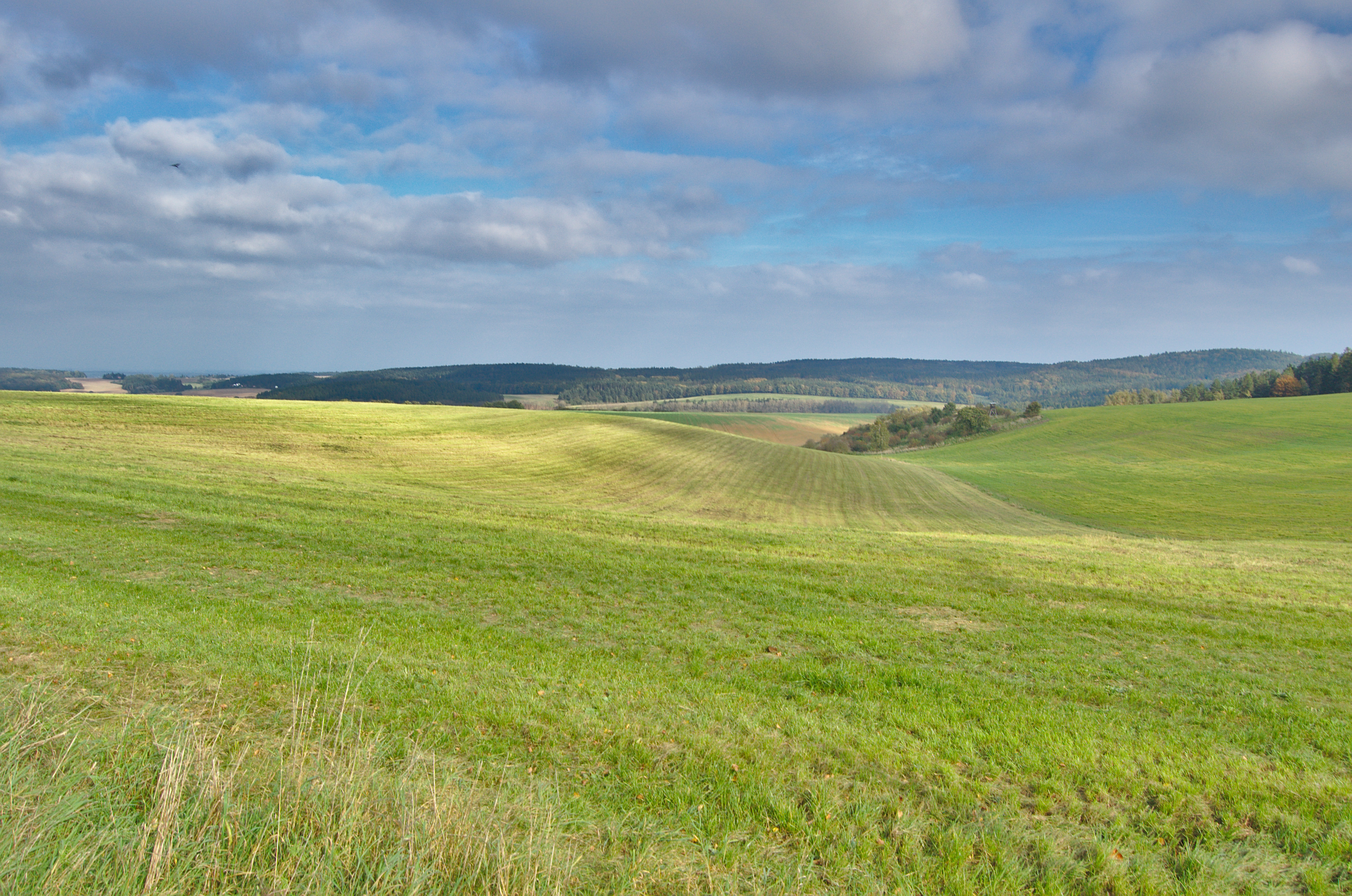
Pohled ze silnice mezi Prostějovičkami a Krumsínem na krajinu směrem na východ